# مسجد جامع خرگرد
مسجدجامع خرگرد مربوط به دوره سلجوقیان است و در شهرستان خواف، روستای خرگرد واقع شده و این اثر در تاریخ ۱۵ دی ۱۳۱۰ با شمارهٔ ثبت ۱۲۵ به‌عنوان یکی از آثار ملی ایران به ثبت رسیده است.